# Llengües aràbigues
Les llengües aràbigues inclouen l'àrab clàssic pròpiament dit, així com les llengües semítiques més estretament emparentades amb ell, filogenèticament totes aquestes llengües derivarien del protoàrab o àrab preislàmic. El grup de llengües aràbigues inclou:
- El subgrup sud-aràbic, que és l'únic representat modernament que es divideix en:
  - l'àrab clàssic
  - l'àrab dialectal
  - les llengües judeo-aràbigues
  - l'idioma maltès
- El subgrup nord-aràbic, un grup de varietats estretament emparentades i actualment extintes que es van parlar en l'Aràbia preislàmica:[1][2]
  - Nord-aràbic dels oasis
    - Dumaític
    - Tajmanític
    - Dadanític
    - Nord-aràbic d'altres oasis

  - Safaític
  - Hismàic
  - Tamúdic
  - Hasaític